# Марк Осторій Скапула
Марк Осторій Скапула (лат. Marcus Ostorius Scapula; близько 29 —66) — військовий та державний діяч часів ранньої Римської імперії, консул-суффект 59 року.

## Життєпис
Походив зі стану вершників, з роду Осторіїв. Син Публія Осторія Скапули, консула-суффекта 45 року. У 47 році супроводжував батька як військовий трибун до провінції Британія, де Скапула-старший став проконсулом. Відзначився при захисті римських поселень та під час кампанії проти племені іценів у 48 році. Залишався у цій провінції до 52 року, смерті батька. Невідомо, коли Марк Осторій повернувся до Риму.
На початку правління імператора Нерона увійшов до сенату. У 59 році став консулом-суффектом разом з Титом Секстієм Африканом. Мав при дворі імператора значний вплив. У 62 році захистив претора Антістія Сосіана, якого судили за сатиру на Нерона. Втім у 66 році Сосіан подав наклеп про участь Скапули у змові Кальпурнія Пізона проти імператора. Не маючи змоги виправдатися, Осторій наклав на себе руки. Історію цього самогубства детально виклав Тацит:
   «... Осторій перебував тоді в далекому маєтку, на кордоні з лігурами, і туди був посланий центуріон з дорученням примусити його до негайної смерті. Така квапливість була викликана тим, що, овіяний гучного бойової славою і заслуживши в Британії цивільний вінок, він своєю величезною тілесною силою і мистецтвом, з яким володів зброєю, страшив Нерона, який і без того перебував у постійній тривозі, а після недавнього розкриття змови особливо побоювався можливого нападу. Отже, перегородивши виходи з вілли Осторія, центуріон передає йому наказ імператора. І Осторій звернув проти себе ту саму доблесть, яку так часто виявляв в битвах з ворогами. Але так як з надрізаних вен випливала мала кількість крові, він скористався рукою раба, але лише для того, щоб той непорушно тримав перед собою кинджал, і, схопивши його міцно за праву руку, припав горлом до кинджалу і вразив себе на смерть ... »